# 华长吉
华长吉（1924年—2023年1月12日)，男，上海人，中国大陆基督教人物，曾任四川省基督教爱国会主席兼秘书长，四川省基督教三自爱国运动委员会名誉主席，第七、八届全国政协委员。
华长吉1947年毕业于上海圣约翰大学，同年参加基督教青年会工作，任成都华西大学学生公社、成都学生救济委员会执行干事。中共建政后历任成都基督教青年会总干事，中华圣公会东川、西川两教区联合办事处总干事，先后担任四川省基督教三自爱国运动委员会第四届秘书长、第五届主席兼秘书长、第六届主席，四川神学院第三届副院长，第八届四川省人大代表，第七届全国政协委员等职。华长吉因病医治无效，于2023年1月12日14时10分在成都去世，终年99岁。